# (4243) Nankivell
(4243) Nankivell est un astéroïde de la ceinture principale.

## Description
(4243) Nankivell est un astéroïde de la ceinture principale. Il fut découvert le 4 avril 1981 à Lac Tekapo par Alan C. Gilmore et Pamela M. Kilmartin. Il présente une orbite caractérisée par un demi-grand axe de 3,03 UA, une excentricité de 0,12 et une inclinaison de 9,0° par rapport à l'écliptique.

## Compléments